# Miss Paraíba BE Emotion 2019
Miss Paraíba BE Emotion 2019 foi a 62ª edição do tradicional concurso de beleza feminino de Miss Paraíba BE Emotion, válido para a disputa de Miss Brasil BE Emotion 2019, único caminho para o Miss Universo 2019. O evento coordenado pela primeira vez pelo empresário George Azevedo teve seu ápice na noite do dia 20 de fevereiro de 2019 no "Hotel Tambaú" localizado na capital do Estado, João Pessoa. Disputaram o título de Ana Carla Medeiros, Miss Paraíba BE Emotion 2018, quinze candidatas de diversos municípios, tendo como grande campeã a representante da capital (porém nascida em Serra Branca), Kennya Araújo.

## Resultados

### Colocações
| Posição   | Município e Candidata            |
| Vencedora | - João Pessoa - Kennya Araújo    |
| 2º. Lugar | - Campina Grande - Alaíse Guedes |
| 3º. Lugar | - Cabedelo - Ivana Alves         |
| 4º. Lugar | - Pocinhos - Ana Vitória Araújo  |
| 5º. Lugar | - Santa Luzia - Hannah Vitória   |

### Ordem do Anúncio

#### Top 05
1. Cabedelo
2. Pocinhos
3. Campina Grande
4. Santa Luzia
5. João Pessoa

## Candidatas
Disputaram o título este ano:
| - Baía da Traição - Tamíres Queiroz - Bayeux - Eliza Martins - Cabedelo - Ivana Alves - Campina Grande - Alaíse Guedes - Conde - Nausica Ellen | - Esperança - Ingrid Evangelista - Guarabira - Julianny Oliveira - João Pessoa - Kennya Araújo - Lucena - Rafaella Schmit - Pedra Branca - Aryella Estrela | - Pocinhos - Ana Vitória Araújo - Puxinanã - Andréa Mendonça - Riacho dos Cavalos - Danielly Tavares - Santa Luzia - Hannah Nóbrega - Sertãozinho - Carolina Felizardo |